# Charles Green (Bobfahrer)
Charles Patrick Green (* 30. März 1914 in Pietermaritzburg, Südafrikanische Union; † 10. April 1999 in Owen Sound, Kanada) war ein britischer Bobfahrer und Kampfpilot der Royal Air Force.

## Leben

### Jugend
Charles Green wurde am 30. März im südafrikanischen Pietermaritzburg als Sohn von Charles Henry Green und Ruth Graham Parry geboren. Sein Vater starb im November 1917 im Ersten Weltkrieg in Ostafrika. Seine Mutter heiratete später erneut und zog mit ihm nach England, wo er von 1927 bis 1932 die Harrow School besuchte. Anschließend studierte er am Trinity College in Cambridge, wo er 1935 graduierte.
1935 wurde er Mitglied der Royal Geographical Society. Anschließend reiste er in die Vereinigten Staaten, wo er mit seinem Freund Billy Fiske den Film China Clipper sah. Sie beschlossen mit dem Fliegen zu beginnen und trainierten am nächsten Tag mit einem Fleet Model 1.

### Bobsport
Nach seiner Rückkehr nach Europa begann Green mit dem Bobsport. Bei den Olympischen Winterspielen 1936 gewann er zusammen mit James Cardno, Guy Dugdale und Pilot Frederick McEvoy auf der Olympia-Bobbahn Rießersee die Bronzemedaille im Viererbob-Wettkampf. Green gilt als erster Afrikaner, der eine Medaille bei Olympischen Winterspielen gewinnen konnte. Es folgten 1937 und 1938 zwei Weltmeistertitel im Viererbob sowie WM-Silber 1938 im Zweier- und 1939 im Viererbob.

### Militärlaufbahn
Nach seiner Rückkehr aus den Vereinigten Staaten 1936 trat Green 1937 der Auxiliary Air Force bei. Er absolvierte eine Ausbildung zum Jagdpiloten, diente im Zweiten Weltkrieg und wurde 1941 mit dem Distinguished Flying Cross sowie 1943 als Companion des Distinguished Service Order ausgezeichnet. 1947 schied er im Rang eines Group Captain aus dem Militärdienst aus.

### Nachkriegszeit
Charles Green kehrte 1947 mit seiner Frau Ruth, die aus Kanada stammte und die er 1946 in Italien kennengelernt hatte, nach Südafrika zurück. Dort war er bei Anglo American tätig, bevor er 1977 in den Ruhestand ging. Green und seine Frau zogen anschließend auf eine Farm in Collingwood in der kanadischen Provinz Ontario. Ruth starb 1981 und Charles am 10. April 1999 im Alter von 85 Jahren. Sie hatten einen Sohn und zwei Töchter.